# Yuji Takeoka
Yuji Takeoka (japanisch 竹岡 雄二, Takeoka Yūji; * 1946 in Kyōto, Japan) ist ein Künstler und Bildhauer. Seit 1973 lebt er in Düsseldorf. Er war Professor an der Hochschule für Künste Bremen.

## Leben
Takeoka studierte von 1968 bis 1972 an der Kyoto City University of Arts und schloss das Studium 1972 als Meisterschüler ab. Im Anschluss folgte ein Studium an der Kunstakademie Düsseldorf bei Erwin Heerich und Klaus Rinke von 1973 bis 1979.
Von 1995 bis zu seiner Emeritierung 2012 war er Professor an der Hochschule für Künste Bremen.
Seine Arbeiten wurden in zahlreichen Einzelausstellungen gezeigt, darunter das National Museum of Art, Osaka (2016), das Museum of Modern Art, Saitama (2016), das Toyama Memorial Museum, Saitama (2016), das Josef Albers Museum, Quadrat, Bottrop (2011), das Gerhard Marcks Haus in Bremen (2012) sowie die Kunstvereine in Stuttgart, Münster und Düsseldorf.
Takeoka nahm an der Documenta IX (1992) teil und stellte seine Arbeiten in wichtigen Überblicksausstellungen zur Minimal und Conceptual Art aus, darunter in der Kunsthalle Düsseldorf (2021) im Museum Morsbroich, Leverkusen (2015), im National Museum of Modern Art, Kyoto, im Museo Nacional Centro de Arte Reina Sofia, Madrid, und im National Museum of Contemporary Art, Seoul (2001).
Seine Arbeiten befinden sich in den Sammlungen des National Museum of Art, Osaka, des Chiba Museum of Art, Japan, des S.M.A.K., Gent, des Sprengel Museums, Hannover, des Museum Kunstpalast, Düsseldorf, des Gerhard Marcks Haus, Bremen sowie in den Sammlungen der Deutschen Bank und Daimler Contemporary.

## Werk
Das Werk von Yuji Takeoka steht für Konzentration, Ruhe und Präzision. Seine Arbeiten aus Bronze, Messing, Keramik, Glas, Lack und Corian verdanken ihre absolute Klarheit einer Sorgfalt im Herstellungsprozess und lassen keine Spuren der Hand erkennen. Tief in der Tradition der japanischen Kunst verwurzelt, hält sich der Künstler nicht an das Vokabular und die Bedeutungsebenen seiner japanischen Vorgänger, sondern entwickelt sich in der Auseinandersetzung mit der Minimal Art der 1960er / 1970er Jahre. Sein eigenes, sehr individuelles Werk interpretiert die Sprache der Reduktion, der Einfachheit und die Frage nach dem Wesen der Dinge.

## Ausstellungen
- 1980 Heidelberger Kunstverein
- 1981 Kunstforum der städtischen Galerie im Lenbachhaus, München
- 1986 Galerie Konrad Fischer, Düsseldorf
- 1987 Bonner Kunstverein, Bonn
- 1987 Slalom Salon am Burgplatz, Düsseldorf
- 1987 Japanisches Kulturinstitut, Köln
- 1988 Gallery Shimada, Yamaguchi, Osaka, Japan
- 1988 Galerie Konrad Fischer, Düsseldorf,
- 1988 Art Cologne, Köln
- 1989 Gallery S 65, Aalst, Belgique
- 1990/93/94/97 Galerie Konrad Fischer, Düsseldorf
- 1991 Galerie Phillippe Casini, Paris
- 1991 Transmission Gallery, Glasgow
- 1992 documenta 9 und Kunstraum Kassel, Kassel
- 1992/94/95/99 Gallery Wako Works of Art, Tokyo, Japan
- 1995 Galerie Birgit Waller, Bremen
- 1995/2002 Gallery Yamaguchi, Osaka
- 1996/97 Kunstverein Ruhr, Essen
- 1997/98 Westfälischer Kunstverein, Münster
- 1997 Württembergischer Kunstverein, Stuttgart
- 1998/2007 Galerie Hollenbach, Stuttgart
- 1998 Galerie Katrin Rabus, Bremen
- 1999 Kabinett für aktuelle Kunst, Bremerhaven
- 2000 Kunstverein für die Rheinlande und Westfalen, Düsseldorf
- 2000/06/08 Galerie Konrad Fischer, Düsseldorf/Berlin
- 2000/05/10 Gallery Wako Works of Art, Tokyo, Japan
- 2001 Diözesanmuseum, Köln
- 2001 National Museum of Art, Osaka
- 2002 Neues Museum Weserburg, Bremen
- 2003 Galerie Dorothea van der Koelen, Mainz
- 2004 Museum DKM, Duisburg
- 2005 Museum gegenstandsfreier Kunst, Otterndorf
- 2007 Galerie für Gegenwartskunst, Barbara Claassen-Schmal, Bremen
- 2009 Ruhender Kubus, Kulturkirche St. Stephanie, Bremen
- 2011 Josef-Albers-Museum im Quadrat, Bottrop
- 2012 Zum Nullpunkt der Bildhauerei, Gerhard-Marcks-Haus, Bremen
- 2013/15 Fakultätengarten, Gestaltung des Vorplatzes der Universität Paderborn[4]
- 2016 From a pedestal into space, National Museum of Art, Osaka[5]

## Bibliografie
- 2016 Hiroyuki Nakanishi: The Art of Yuji Takeoka, in: Yuji Takeoka. From a pedestal into space, exh, cat. The National Museum of Art, Osaka; The Museum of Modern Art, Saitama; Toyama Memorial Museum, Saitama 2016
- 2012 Dr. Rainer Beißling: Yuji Takeoka in: artist kunstmagazin, No.91 Mai-Juli 2012, p. 16-21
- 2012 Yuji Takeoka. Zum Nullpunkt der Bildhauerei, exh. cat. Museum Gerhard Marcks Haus Bremen 2012
- 2011 Heinz Liesbrock: Erfüllte Leere, in: Yuji Takeoka. Museo, exh. cat. Josef Albers Museum, Quadrat Bottrop, Bottrop 2011
- 2004 Dr. Raimund Stecker: Sockel für Welt, Ausst. Broschüre, Sieben Sockel aus blue-stone, Stiftung DKM Duisburg 2004
- 2001 Peter Friese: Yuji Takeoka, in: Minimal Maximal, exh. cat. Chiba City Museum of Art, Chiba, The National Museum of Modern Art, Kyoto, Fukuoka Art Museum, Fukuoka
- 2001 Shinichiro Ozaki: Rippoutai to bouryoku, in: Heft „Miru“ No.395, The National Museum of Modern Art, Kyoto 2001
- 2001 Bruno Corà: Senritsumirai, in: Arte attuale dal Giappone, exh. cat. Centro per l´Arte contemporanea Luigi Pecci, Prato, p. 11–22, 136–145
- 2001 Hiroyuki Nakanishi: The Exhibition on „Museum“, in: Museum as Subjects, exh. cat. p. 44–45, The National Museum of Art, Osaka
- 2001 Yuji Takeoka: „monowo sakuhin toshite miserukoto“ in Geppou No.110, The National Museum of Art, Osaka
- 2000 Yuji Takeoka. Ein leeres Dazwischen, exh. cat. Kunstverein für die Rheinlande und Westfalen, Düsseldorf
- 1999 Dr. Minoru Shimizu: Interview Yuji Takeoka (Artist Interview) in: Bijitsu – Techo No.768, p. 116 – 124, March 1999
- 1998 Peter Friese: Yuji Takeoka, in: Minimal Maximal, exh. cat. Neues Museum Weserburg, Bremen 1998, p. 224–227
- 1997 Beate Söntgen: Den Sockel auf den Sockel gestellt, in :Frankfurter Allgemeine Zeitung 20.06.97
- 1996 Peter Friese: White Cube. Zur Arbeit von Yuji Takeoka, in: White Cube, exh. cat. Kunstverein Ruhr, Essen
- 1994 Reinhard Ermen: Abstand und Nähe. Monographie Yuji Takeoka, in: Kunstforum International, 127 (1994), p. 260–271
- 1994 Marc Mer und Thomas Feuerstein: Interview Yuji Takeoka, in: Der verrückte Ort. Kunst zwischen Architektur, Vienna 1994, p. 110–124
- 1992 Yuji Takeoka: Beginn der Entstehung des Werkes, in: Documenta IX, exh. cat. Museum Fridericanum, Kassel 1992, p. 538–541, 613–614
- 1992 Kazuhiro Yamamoto: Yuji Takeoka – Two Different Concentric Poles, in: Yuji Takeoka, exh. cat. Wako Works of Art, Tokyo 1992, p. 3–7, 22–28
- 1992 Akira Tatehata: The Third Pedetal, in: Yuji Takeoka, exh. cat. Wako Works of Art, Tokyo 1992, p. 16–17, 30
- 1989 Yuji Takeoka: VAN OBJECTEN TOT KUNSTWERKEN, Europalia 89 – Japan in Belgium, exh. cat. Museum Van Hedendaagse Kunst, Gent
- 1989 Peter Weiermair: Exh. cat. Kunsthalle Bremen: Bremer Kunstpreis, Bremen, p. 84
- 1989 Yuji Takeoka: Vom „Objekt“ zum Kunstwerk, in: Rückblick nach vorn, exh. cat. Heidelberger Kunstverein, Heidelberg, p.53-54
- 1987 Annelie Pohlen: Von der Erhabenheit und von der Leere. Der Sockel als Kristallisationspunkt zwischen Form und Inhalt, in: Yuji Takeoka, exh. cat. Bonner Kunstverein, p. 2-5, Bonn
- 1980 Dr. Katharina Hegewisch: Ausstellung in Heidelberg »Kunst aus Gummi«, in: Frankfurter Allgemeine Zeitung 7. Mai 1980.
- 1980 Hans Gercke: Yuji Takeoka, Plastiken und Zeichnungen, exh. cat. Heidelberger Kunstverein, Heidelberg 1980